# Bastrop (Louisiana)
Bastrop è una city degli Stati Uniti d'America, capoluogo della Parrocchia di Morehouse in Louisiana.